# Svensk humor (TV-serie)
Svensk humor är en TV-serie i tio delar, sänd hösten 2013 i Sveriges Television.
Svensk humor hade premiär den 19 oktober 2013 och inbjöd ett antal svenska komiker och humorgrupper att göra sina respektive egenproducerade komiska sketcher på tio olika teman, ett tema per avsnitt: Maten, Religionen, Familjen, Sexet, Jämställdheten, Pengarna, Åldrandet och döden, Livsstilen, Karriären, Fredagsmyset.
Medverkande komiker och grupper är bland andra: Anders och Måns, Anna Blomberg, Anna Granath med Petra Mede, Allan Svensson, Sissela Benn med Björn Gustafsson, Ola Forssmed, Galenskaparna och After Shave, Peter Magnusson, Pia Johansson, William Spetz, Sissela Kyle med Johan Ulvesson, Robert Gustafsson med Johan Rheborg, Humorator, Petter Lennstrand, Felix Herngren, Josephine Bornebusch, Per Andersson, Soran Ismail, Robin Paulsson och Kvarteret Skatan-ensemblen.
Loa Falkman inledde varje avsnitt med en introduktionssång och en sjungande "pianistdocka" avslutade med en annan sång.